# Simonova (kulle)
Simonova är en kulle i Antarktis. Den ligger i Östantarktis. Australien gör anspråk på området. Toppen på Simonova är 259 meter över havet.
Terrängen runt Simonova är platt åt sydväst, men åt nordost är den kuperad. Trakten är obefolkad. Det finns inga samhällen i närheten.